# Adalberto Barreto
Adalberto Rosa Barreto conhecido como Dal Barreto (Amargosa, 13 de agosto de 1979) é um político Brasileiro, filiado ao partido UNIÃO BRASIL (UNIÃO), atualmente exerce o cargo de Deputado Estadual da Bahia.

## Biografia
Adalberto tentou em 2008 disputar a prefeitura de Amargosa, onde perdeu a eleição.
Em 2018 se tornou Deputado Estadual na Bahia pelo PCdoB.
Durante do mandato se filiou ao PP e em 2022 se filiou ao União Brasil para disputar a Câmara Federal, onde se elegeu com 140.435 votos.

## Controvérsias

### Voto à favor da soltura de Chiquinho Brazão
Em 10 de abril de 2024, Adalberto "Dal" Barreto foi um dos deputados federais que votou no plenário da Câmara dos Deputados em favor da soltura do deputado Chiquinho Brazão, acusado pela Polícia Federal de ser mandante do assassinato da ex-vereadora carioca Marielle Franco e, também, de possuir vínculos com organizações criminosas milicianas do Rio de Janeiro. Esta decisão de ser contrária à prisão de um deputado federal acusado de assassinato e que foi considerado como perigoso para a Justiça Brasileira foi tomada por todos os membros do partido União Brasil, que alegaram "garantismo penal" na decisão.